# Quinn James
Quinn Alexandra Evans  (née James, anciennement Fletcher) est un personnage fictif de la série télévisée Les Frères Scott, interprétée par Shantel VanSanten.

« Peu importe comment vous préparez l'avenir ou comment vous l'envisagez. Sans que vous vous en rendiez compte, la vie arrive, parfois, à vous surprendre en vous offrant exactement ce que vous attendiez ou la personne que vous attendiez. »

— Quinn James (saison 9 épisode 13)

## Histoire du personnage
Quinn Alexandra James est née le 6 octobre 1985 à Tree Hill, en Caroline du Nord de Jimmy et Lydia James. Quinn est la sœur cadette de Vivian et Taylor James, ainsi que la sœur ainée d'Haley James.

## Saison 7
Quinn revient à Tree Hill au début de la saison 7, pour s'éloigner de son mari David avec lequel elle a des problèmes de couple. Elle explique à Haley qu'ils ont changé depuis leur mariage et qu'ils n'ont plus le même but pour leur futur. Devant ces complications, la jeune femme décide de fuir, évitant de répondre aux (nombreux) appels de son mari, et refusant presque de le voir.
Quinn se rapproche très rapidement de Clay Evans, l'agent de son beau-frère, Nathan. Alors que Quinn vient d'expliquer clairement à David qu'il devait tourner la page, elle demande à Clay, qui passe par-là, de la ramener chez lui, laissant croire à son mari qu'ils vont coucher ensemble. Finalement, ils se confient simplement l'un à l'autre et prennent le petit-déjeuner ensemble. Quinn constate rapidement que Clay est un homme à femmes, qui aime coucher avec de nombreuses conquêtes. Pourtant, les deux jeunes gens se rapprochent et finissent par tomber amoureux, même si Clay semble réticent à l'idée de laisser entrer quelqu'un pour de bon dans sa vie, il est fou amoureux de Quinn. Un soir, même, alors que Quinn lui rend visite, il lui ferme la porte au nez sous la pluie et lui demande de le laisser tranquille. Quinn monte dans sa voiture et commence à partir, en pleurs, lorsque Clay lui barre le chemin et la rejoint sur la banquette avant. Il lui explique alors qu'il avait une femme, Sara… Mais elle est morte. Il passe la nuit à se confier sur la plage, où ils s'embrasseront quelques jours plus tard. Quinn oublie peu à peu David et, malgré le désaccord de Nathan, finit par devenir la petite-amie officielle de Clay.
Alors que sa relation avec Clay est au beau fixe, Quinn reçoit la finalisation de son divorce avec David ; de plus, son autre sœur Taylor débarque à Tree Hill aux bras de ce même David, déclenchant des tensions entre les trois sœurs. Les choses ne s'arrangent pas lorsque Lydia James, leur mère, fait elle aussi son arrivée et leur annonce qu'elle est atteinte d'un cancer du pancréas, et qu'elle va mourir. Quinn aura du mal à digérer la nouvelle mais finira par s'y faire. Elle sera très triste lorsque Lydia mourra mais beaucoup moins qu'Haley qui sombrera dans la dépression. Au contraire, Quinn semblera même s'en remettre assez vite, annonçant le soir même à Clay qu'elle l'aime vraiment. 
Quinn va ouvrir sa propre galerie d'art comme le voulait sa mère (elle est photographe), et lors de la soirée d'ouverture va rencontrer une jeune femme blonde du nom de Katie, qui va lui acheter le portrait qu'elle a fait de Clay. Plus tard, lorsque Quinn et Clay se retrouvent dans leur chambre, il lui explique que la femme qui a acheté son portrait n'est autre qu'une tenniswoman à laquelle il a récemment refusé un contrat et qui se trouve être l'exact sosie de Sara. Quinn semble abasourdie par la nouvelle. Cependant, même s'il est tenté, Clay résistera jusqu'au bout à Katie, qui s'avère vite être une psychopathe. Lorsqu'il lui explique qu'elle ne sera jamais Sara et qu'il aime Quinn, Katie va se mettre à menacer Quinn, à s'introduire chez Clay, se faisant passer pour Sara, et à menacer de se suicider. Clay fait semblant d'être tombé amoureux d'elle pour éviter le drame, mais elle est arrêtée aussitôt par la police. 
À la fin de la saison 7, Quinn garde son neveu Jamie pour lui changer les idées comme Haley déprime, et lui fait passer une journée merveilleuse. Le soir, après avoir couché le jeune garçon, elle passe voir Nathan qui lui demande si sa mère avait un portable. Quinn confirme, expliquant qu'elle le garde dans sa galerie. Tous deux le sortent de sa boite et découvrent qu'Haley y a laissé des dizaines de messages désespérés, ce qui permet à Nathan de s'inquiéter et d'arriver juste à temps pour sauver Haley de sa tentative de suicide. Dans le dernier épisode, Quinn part avec Clay en Utah pour la première du film de Julian Baker et y passe plein de bons moments, passant le plus clair de son temps à se faire taquiner par Clay sur le fait qu'elle perd beaucoup de choses. À leur retour, alors que Quinn et Clay sont plus proches que jamais, Katie va entrer par effraction chez eux et leur tirer dessus avec un revolver. La dernière image de la saison s'arrêtera sur les corps des deux amoureux baignant dans leur sang.

## Saison 8
Au début de la saison 8, les corps de Quinn et Clay sont retrouvés bien après l'agression, par Haley, dans un état grave. Leur pronostic vital est engagé.
Cependant Quinn se réveille au bout de quelques jours d'hôpital, et même si elle doutera un moment de la survie de Clay, celui-ci, après être passé à un fil de la mort, se fera greffer un rein et se rétablira. En attendant que Clay se réveille Quinn habitera chez Haley et ira rendre visite à son amoureux tous les jours. 
Le retour du couple dans la maison dans laquelle ils ont été agressés s'avère difficile pour Quinn, qui ne dort plus et devient paranoïaque. Clay s'en rend compte le jour d'Halloween lorsqu'il trouve un pistolet dans son tiroir. En conséquence il lui demande d'accepter le shooting en Afrique du Sud qui lui a été proposé. La jeune femme accepte et disparaît durant deux épisodes.
À son retour, le jour de Thanksgiving, elle semble apaisée mais fatiguée. Elle se lève dans la nuit pour aller développer ses photos. On découvre alors… des photos de Katie, qu'elle a suivie ! Dans l'épisode suivant elle rend visite à Dan sans que personne le sache et lui demande conseil pour tuer Katie. Dan lui ouvrira les yeux en lui faisant comprendre que le meurtre accompli, elle y perdra aussi son ame. Finalement Quinn se rétracte en jetant son arme dans l'eau. 
Dans l'épisode 10, Katie refait son apparition à Tree Hill et cela risque de faire des dégâts. Dans l'épisode 11, Clay étant parti visiter un client, Quinn reste seule. Elle ne se doute pas un instant qu'elle est surveillée par Katie. Une tempête éclate à Tree Hill, et Quinn et Katie se retrouvent seules.
Au terme d'un affrontement violent entre les deux jeunes femmes, Quinn réussit à se saisir de l'arme de Katie, et lui tire dessus, à l'endroit même où Quinn et Clay avaient été laissés pour morts.
Cependant, Quinn finit par écouter sa bonne conscience et appelle les secours. On apprendra par la suite que Katie a été enfermée, ce qui permettra à Quinn et Clay de se débarrasser de leurs vieux démons.

## Saison 9
Durant le début de la saison 9, le couple Quinn/Clay connaît quelques problèmes à la suite des escapades nocturnes de Clay. Il va finalement accepter de se faire soigner et va se rendre compte qu'il avait un fils avec Sara : Logan. Dans l'épisode 12, Quinn et Clay se préparent pour la première nuit de Logan chez Clay. Pendant qu'ils borderont Logan, Clay demandera Quinn en mariage avec la bague fluorescente de Logan. Dans le dernier épisode Quinn et Clay adopteront Logan après que celui-ci eut appelé Quinn "Maman". Plus tard, Quinn demandera à Clay de l'épouser ici-même. Ils se marieront donc en jeans sous les yeux de Bevin et de Logan.

## Apparence physique
Quinn est  brune de son apparition jusqu'à l'épisode 21 de la saison 7 où elle s'est teint les cheveux en blond. À partir de cet épisode ses cheveux sont également plus lisses et plus souvent attachés, en une queue de cheval la plupart du temps. Elle a les yeux très clairs et le visage expressif. Elle s'habille de façon très décontractée, mais toujours à la mode.

## Caractère
Quinn est une jeune femme sensible, au regard extrêmement expressif et souvent au visage inquiet. Elle a beaucoup de mal à assumer la majorité de ses problèmes comme, au début de la saison 7, sa séparation avec David, et plus tard la peur d'une nouvelle attaque de Katie. En revanche, à la mort de sa mère, elle sera plus courageuse qu'Haley, sa sœur cadette. Intègre et généreuse, Quinn est toujours prête à apporter son soutien aux êtres qui comptent pour elle. 
Elle n'est pas méfiante de nature, s'énerve très rarement et même dans ces circonstances ne montre jamais de perversité ou de réelle méchanceté. Poussée à l'extrême, elle est capable de plonger dans la paranoïa ou d'organiser un assassinat, si une personne menace et détruit sa vie ou celle de Clay. 
Elle est photographe de métier et est extrêmement talentueuse dans ce domaine, comme le montre son exposition dans l'épisode 19 de la saison 7.
- Quinn James n'est apparue qu'à partir de la saison 7, mais elle est mentionnée par Nathan lorsqu'il la confond avec sa sœur Taylor dans l'épisode 11 de la saison 2.Elle est aussi mentionné dans l'épisode 23 de la saison 6 par Haley au début de l'épisode.